# Marzigetta asynetalis
Marzigetta asynetalis är en fjärilsart som beskrevs av Dyar 1918. Marzigetta asynetalis ingår i släktet Marzigetta och familjen nattflyn. Inga underarter finns listade i Catalogue of Life.